# Garène
Die Garène (französisch: Ruisseau de Garène) ist ein kleiner Fluss im Süden von Frankreich, der überwiegend im Département Gard der Region Okzitanien östlich der Stadt Millau verläuft. Erst im Mündungsabschnitt bildet er die Grenze zum benachbarten Département Aveyron.

## Geografie

### Verlauf
Die Garène entspringt unter dem Namen Ruisseau de Lacanal im Nationalpark Cevennen, im östlichen Gemeindegebiet von Lanuéjols, entwässert nach einem anfänglichen Bogen über Nordwest generell Richtung Westsüdwest und mündet nach rund 17 Kilometern an der Gemeindegrenze von Revens und La Roque-Sainte-Marguerite als rechter Nebenfluss in die Dourbie, die hier die sehenswerte Schlucht Gorges de la Dourbie gebildet hat. Auf ihrem Weg verschwindet die Garène zweimal im Untergrund, im Ortsgebiet von Lanuéjols für etwa 400 Meter und bei Licide auf einer Länge von etwa 600 Metern. Im Mündungsabschnitt verläuft sie auch an der Grenze zum Regionalen Naturpark Grands Causses.

### Orte am Fluss
(Reihenfolge in Fließrichtung)
- Lanuéjols
- Licide, Gemeinde Lanuéjols
- La Claparouse, Gemeinde Revens
- Le Rouassou, Gemeinde La Roque-Sainte-Marguerite